# Change (gruppo musicale)
I Change sono un gruppo musicale italo disco e post disco attivo dalla fine degli anni settanta.

## Storia del gruppo
I Change vennero formati a Bologna nel 1979. Al progetto prendevano parte il compositore, polistrumentista e arrangiatore Mauro Malavasi e i musicisti anch'essi compositori ed arrangiatori Paolo Gianolio (chitarra) e Davide Romani (basso), mentre la produzione fu del francese Jacques Fred Petrus.
Il primo album The Glow of Love fu realizzato nel 1980 tra Bologna e New York, con gli americani Luther Vandross e Jocelyn Brown come vocalists (Vandross era ancora quasi sconosciuto al grande pubblico, ma aveva all'attivo collaborazioni con i più grandi artisti di quel periodo). Questo LP, tra i migliori della disco funky, ottenne un grande successo a livello mondiale e fu la prima volta che una produzione disco/funk italiana entrò nella classifica statunitense Billboard 200, spingendosi fino al #29 e ricevendo poi un disco d'oro. Il disco ricordava certe sonorità dei compositori Bernard Edwards e Nile Rodgers, (Chic e Sister Sledge), anche se risultava del tutto originale e quindi ben superiore agli imitatori di Edwards e Rodgers che imperversavano in quel periodo. I singoli estratti furono A Lover's Holiday, che fu un successo da Top 40 nella classifica statunitense Billboard Hot 100 in quell'estate, Searching e la title track The Glow of Love che arrivò #2 in Italia. Il successo di The Glow of Love ebbe una tale portata che anni dopo, nel 2001, una parte del brano è stata campionata da Janet Jackson che ne ha fatto il giro musicale su cui poggia il brano All for You, vincitore del Grammy award come miglior incisione "dance".
L'anno successivo venne pubblicato il secondo album Miracles, che vide la collaborazione dei produttori del primo lavoro, ma con la mancanza di Vandross che si limitò a cantare alcune voci di sottofondo, mentre per la maggior parte delle canzoni prestarono la loro voce i cantanti disco James 'Crab' Robinson e Diva Grey, quest'ultima assidua collaboratrice degli Chic. Miracles raggiunse il #46 nelle classifiche USA. Nel 1982 fu la volta del terzo album Sharing Your Love, che segnò uno spostamento del gruppo dalla musica disco a quella R&B, con una notevole influenza del funk. Questo progetto però segnò anche un notevole declino commerciale per il gruppo che si limitò a toccare la Top 100 statunitense. Tuttavia, uno dei singoli estratti da esso, The Very Best in You, fu ben accolto nelle classifiche dance.
Nel 1983 vide la luce This Is Your Time, il quarto lavoro in studio, dove fu ripristinata la formazione dei primi tempi, ma nonostante questo si rivelò un vero e proprio insuccesso, che condusse Malavasi e Romani ad abbandonare il progetto per seguirne altri. Alcuni mesi dopo la pubblicazione, anche 'Crab' Robinson abbandonò i Change per tentare la carriera da solista.
Per la realizzazione del quinto album furono assunti il cantante Rick Brennan e la corista Deborah Cooper, mentre per la produzione vennero affiancati a Petrus Jimmy Jam & Terry Lewis, figure importanti per la musica R&B. Il nuovo disco, Change of Heart, uscito nel 1984, segnò il ritorno del gruppo nelle hit parade europee e statunitensi. La title track raggiunse il #17 nel Regno Unito e in Olanda e molteplici singoli svettarono le classifiche dance di mezzo mondo.
Nel tentativo di ripetere in modo maggiore questo successo i Change pubblicarono nel 1985 Turn on Your Radio, che vide il ritorno di Davide Romani alla scrittura dei brani. Dall'album fu estratto il singolo Let's Go Together, che si posizionò al #97 negli USA e al #37 in Gran Bretagna. Lievi però furono i risultati nelle vendite. Due anni dopo il produttore Petrus venne a mancare, ucciso da uno sconosciuto per motivi mai del tutto chiariti.
La band tornò a incidere nel 2010 dopo aver siglato un accordo con l'etichetta Fonte Records, seguito dalla pubblicazione di un nuovo album, Change Your Mind.

## Formazione
- Mauro Malavasi: polistrumentista
- Paolo Gianolio: chitarra
- Davide Romani: basso

## Discografia

### Album in studio
- 1980 - The Glow of Love (Warner Records)
- 1981 - Miracles (Atlantic Records, WEA)
- 1982 - Sharing Your Love (Atlantic Records, WEA)
- 1983 - This Is Your Time (Atlantic Records, WEA)
- 1984 - Change of Heart (Atlantic Records, WEA)
- 1985 - Turn on Your Radio (Atlantic, Cooltempo Records)
- 2010 - Change Your Mind (Fonte Records)
- 2018 - Love 4 Love (ODC Records)